# Соломуха, Пётр Иванович
Пётр Иванович Соломуха (бел. Пётр Іванавіч Саламуха; род. 16 июля 1942, дер. Левковка, Староконстантиновский район, Хмельницкая область, Украинская ССР, СССР) — белорусский политический деятель. Почётный гражданин города Новополоцка. Заслуженный строитель Республики Беларусь

## Биография
Родился 16 июля 1942 года в деревне Левковка, Хмельницкая область. Окончил Сибирский технологический институт.
Свою трудовую деятельность начал слесарем Остропольской и Староконстантиновской ремонтно-технических станций Министерства сельского хозяйства Украинской ССР. Позже работал в Хабаровском монтажном управлении в качестве слесаря-монтажника, мастером Комсомольского монтажного управления треста «Дальтехмонтаж». Работал мастером, начальником отдела подготовки производства, начальником производственно-технического отдела, заместителем начальника управления, начальником управления Новополоцкого монтажного управления «Нефтезаводмонтаж» Министерства монтажных и специальных строительных работ СССР, начальником Новополоцкого монтажного управления, директором Новополоцкого монтажного специализированного предприятия «Нефтезаводмонтаж». После долго работы на предприятии был назначен директором ОАО «Нефтемонтаж» Министерства архитектуры и строительства Республики Беларусь.
Являлся членом Совета Республики Национального собрания Республики Беларусь 2 созыва. Член Постоянной комиссии по законодательству и государственному строительству.
В 2004 году избирался депутатом в Палату представителей Национального собрания Беларуси III созыва по «Новополоцкому избирательному округу №25». Член Постоянной комиссии по денежно-кредитной политике и банковской деятельности. По данным Центральной избирательной комиссии на тех выборах Соломуха набрал 66,3 процента голосов избирателей, которые в тот день пришли на участок. Его главный соперник, будущий депутат Палаты представителей 4 созыва по новополоцкому округу, Инна Антонова, набрала 25,3 процента голосов избирателей.
C 2019 года по настоящее время занимает должность помощника члена Совета Республики Национального собрания Республики Беларусь VII созыва Кочановой Натальи Ивановны.

## Награды и почётные звания
- Заслуженный строитель Республики Беларусь;
- Почётный гражданин города Новоплоцка;
- Почётная грамота Национального собрания Республики Беларусь[бел.];
- Юбилейная медаль «90 лет Вооруженным Силам Республики Беларусь»[бел.][5].

## Личная жизнь
Женат, имеет дочь и сына.